# Saint-Paul-et-Valmalle
Saint-Paul-et-Valmalle è un comune francese di 979 abitanti situato nel dipartimento dell'Hérault nella regione dell'Occitania.

## Società

### Evoluzione demografica
Abitanti censiti